# Ungrisches Magazin
Das Ungrische Magazin, oder Beyträge zur Geschichte, Geographie, Naturwissenschaften und der darin eingeschlossenen Litteratur wurde 1781 in Preßburg von Karl Gottlieb von Windisch (1725–1793) gegründet. Das Blatt bestand mit Unterbrechungen bis 1787.

Titelblatt des ersten Heftes des Ungrischen Magazins

## Werkgenese
Windischs Magazin war eines der bedeutendsten periodischen Organe seiner Zeit im Königreich Ungarn. Noch bevor die erste Nummer 1781 erschien, druckte er eine Vorankündigung samt Aufruf zur Mitarbeit an dem Blatt und setzte er sich mit zahlreichen Persönlichkeiten aus dem Bereich der Wissenschaft und Lehre in Verbindung. In einem Briefwechsel mit dem ungarischen Historiker, Heraldiker und späteren Professor an der Universität von Ofen, Daniel Cornides erbat Windisch sich seine Artikel und erhoffte sich durch ihn qualitativ hochwertige Texte. Auf dem Briefwege knüpfte er zudem Kontakte mit nahezu allen namhaften Gelehrten des Königreichs, ungeachtet deren Herkunft, Muttersprache oder Religion. So finden sich bereits in der ersten Nummer Beiträge von Johann Seivert („Siebenbürgische Briefe“, s. a. in den „Allergnädigst privilegirten Anzeigen“, Wien 1771–1776), Daniel Cornides („Beweis, daß die Kutschen eine ungrische Erfindung … sey“), Josef Conrad („Über Verbindung und Zusammenhang des systematischen und historischen Studiums der Naturgeschichte“). Auch der Historiograph, Jesuit und Kustos der Universitätsbibliothek von Ofen, Georg Pray war Mitarbeiter des Blattes. Cornides wurde von Windisch nicht nur als Verfasser von Beiträgen herangezogen, sondern auch als Ratgeber in redaktionellen Fragen.
Die Themen, die im Ungrischen Magazin behandelt wurden, umfassen die Gebiete Geschichte, Geographie und Naturwissenschaften. Das vordringlichste Anliegen des Herausgebers war es, das Publikum mit der Geschichte, Geographie, Sprache u.v.m des Königreichs Ungarn bekannt zu machen. Demzufolge stößt man auf zahlreiche Reisebeschreibungen wie „Beschreibung der Neueinverleibung des ehemaligen Temescher Banats“ (gezeichnet W., wahrscheinlich Windisch selbst), „Untersuchungen der mineralischen Quellen (…) der Bartscher Gespanschaft“, „Des ungarischen Atlas zweiter Theil“, auf historische Aufsätze wie „Beiträge zur Geschichte der königlich freyen Stadt Preßburg“, „Beiträge zur Lebensgeschichte des Johann Sambucus“, „Diplomatische und andere handschriftliche Beiträge zur Erläuterung der ungarischen Geschichte“ (sämtl. v. Windisch), „Beitrag zu des Nikolaus Ischtwanfi Biographie“ (C.D.Bartsch). Viele der historischen Abhandlungen befassten sich mit der Geschichte des Deutschtums in Ungarn. Windisch verfasste sein Magazin in deutscher Sprache, denn seine Absicht war es, u. a. auch das Ausland mit Ungarn bekannt zu machen und somit einen größeren Leserkreis zu erfassen, als er es mit einem ungarischsprachigen Magazin vermocht hätte.
1787 schloss Windisch das Ungrische Magazin, nachdem er öfter über Probleme mit der Druckerei klagte. Die Tatsache, dass sein engster Mitarbeiter, Cornides, Universitätsprofessor wurde und daher weniger Zeit für Windisch aufwenden konnte, mag ebenfalls eine Rolle gespielt haben. Windisch selbst, der Stadthauptmann, Zensor und ab 1789 Bürgermeister der Stadt Preßburg war, wurde durch diese Ämterfülle auch in seiner kulturellen Tätigkeit gehemmt (s. dazu Briefwechsel mit Cornides, Seidler). Trotzdem gab er 1791 das Nachfolgeblatt Neues Ungrisches Magazin heraus. Windisch verstarb 1793. Er blieb bis zu seinem Ableben ein aktiver Organisator auf dem Gebiet der Wissenschaften.

## Ausgabe
- Karl Gottlieb Windisch (Hrsg.): Ungrisches Magazin, oder Beyträge zur ungarischen Geschichte, Geographie, Naturwissenschaft und der darin eingeschlossenen Litteratur. 4 Bände. Löwe, Preßburg 1781–1787/1788. 8°, (Erscheinungsweise des Blattes: unregelmäßig).